# Ёкояма, Сидзуо
Сидзуо Ёкояма (яп. 横山 静雄, 1 декабря 1890 — 6 января 1961) — генерал-лейтенант японской императорской армии.
Сидзуо Ёкояма родился в 1890 году в префектуре Фукуока. В 1912 году закончил Рикугун сикан гакко, в 1925 — Рикугун дайгакко, в 1929 году в звании майора стал штабным офицером при штабе Корейской армии.
В начале 1930-х годов Сидзуо Ёкояма занимал различные административные должности в Генеральном штабе, в 1932 году был произведён в подполковники. В 1934 году совершил тур по Европе, а затем был назначен в железнодорожную зону Квантунской армии, где служил до 1937 года.
После некоторого периода командования полком Сидзуо Ёкояма стал командовать железнодорожными подразделениями. В 1939 году он стал генерал-майором, в 1941 — генерал-лейтенантом. В июне 1942 года стал командующим 8-й дивизией.
17 декабря 1944 года Сидзуо Ёкояма возглавил специальную группу, предназначенную для обороны Южного Лусона. Под напором американских войск группировка Ёкоямы отступала на запад, 4 марта 1945 года сдав Манилу. 6 марта 1945 года эта группа войск была переименована в 41-ю армию.
В конце войны Сидзуо Ёкояма был арестован и осуждён в Маниле за военные преступления, однако впоследствии был прощён филиппинским президентом Эльпидио Кирино и в 1953 году вернулся в Японию.